# Sieć afiliacyjna
Sieć afiliacyjna – jeden z kanałów prowadzenia działań marketingowych. Polega na promowaniu produktów lub usług za pomocą kanałów komunikacji należących do partnerów w zamian za z góry określony procent wartości tejże sprzedaży. Współcześnie afiliacja może być prowadzana za pomocą bardzo różnych kanałów komunikacji, takich jak strony internetowe, profile lub grupy w mediach społecznościowych, płatne reklamy etc.
Aktualnie jest to jeden z najdynamiczniej rozwijających się kanałów marketingowych – rynek tego typu rozwiązań rośnie w tempie około 10 procent rok do roku.
W 2018 roku globalny rynek afiliacji osiągnął wartość 12 mld dolarów. u.

## Uczestnicy sieci
Sieci afiliacyjne składają się z czterech głównych podmiotów:
1. Affilate Service Provider – właściciel sieci afiliacyjnej (firma), zwany również providerem. Dysponuje własnym systemem, w którym zliczane są wyświetlenia, kliki w reklamę lub dokonane akcje, poszczególnych partnerów, jak również reklamodawców.
2. Reklamodawca/Usługodawca – firma udostępniająca swoje produkty w sieci afiliacyjnej partnerom. To on definiuje wynagrodzenie, czyli za jaką akcję zostanie przyznana prowizja. Każdy reklamodawca daje sieci afiliacyjnej kreacje graficzne czy też linki tekstowe do dyspozycji, które udostępniane są przez system programu partnerskiego partnerom.
3. Partner – właściciel strony internetowej, który prezentuje na swojej stronie produkty reklamodawcy i zarabia za rozpowszechnianie produktu prowizję.
4. Klient – użytkownik strony internetowej partnera, który dokona akcji na tej stronie. Akcja może być różnie zdefiniowana przez Reklamodawcę, jako: kliknięcie w reklamę (np. banner), wyświetlenie reklamy, wypełnienie formularza zgłoszeniowego, zakup produktu lub usługi.

## Korzyści

### Korzyści dla partnerów
- możliwość zarabiania na reklamowaniu produktów reklamodawcy

### Korzyści dla reklamodawcy
- dotarcie do nowych grup docelowych
- rozpowszechnienie produktów/usług,
- wzrost sprzedaży
- zdobycie danych do potencjalnych klientów
- wzrost znajomości marki
- poprawa wizerunku marki